# 杜揚聲
杜揚聲（越南语：／；1878年—1944年或1946年），越南阮朝官員。

## 生平
杜揚聲是南定省春長府上元縣大安社（今屬南定省南定市美舍社大安村）人，嗣德三十一年（1878年）出生。成泰十二年（1900年），杜揚聲參加河南場鄉試，考中舉人。次年（1901年），杜揚聲會試中格，庭試考中副榜。啟定年間任宣光按察使。啟定八年（1923年）十一月，改任河東按察使。保大年間仕至巡撫。